# Дударенко, Михаил Лаврентьевич
Михаил Лаврентьевич Дударенко (4 декабря 1901, Павловск, Санкт-Петербургская губерния — 20 декабря 1986, Москва) — советский военачальник, генерал-майор (1954).

## Биография
Родился 4 декабря 1901 года в городе Павловск, ныне в составе Пушкинского района города федерального значения Санкт-Петербурга. Русский. До призыва на военную службу работал наборщиком в типографии газеты «Дело народа» в Петрограде, с марта 1918 года — в типографии в городе Нижний Ломов Пензенской губернии, с декабря — председателем уездного комитета комсомола в г. Нижний Ломов.

### Гражданская война
В апреле 1920 года мобилизован в РККА и зачислен красноармейцем в 22-й запасной полк в городе Пенза. В июле назначен помощником военкома 379-го стрелкового полка и убыл с ним на Северный фронт против белофиннов. В боевых действиях участия не принимал в связи с заболеванием тифом.

### Межвоенные годы
В июне 1922 года назначен в политотдел 127-й стрелковой бригады в Петрограде инструктором-организатором. Через месяц переведен во вновь формируемые пограничные войска и служил председателем политпросвещения 3-го пограничного полка, а с октября — помощником военкома 6-го пограничного батальона в городе Псков, с мая 1923 года — инспектором политотдела Республики войск ОГПУ в Москве, с ноября — военкомом 5-го пограничного батальона в городе Гдов. С мая по октябрь 1924 года находился на курсах при Высшей пограничной школе ОГПУ в Москве, по окончании назначен помощником начальника пограничной охраны Псковского губернского отдела ОГПУ по политчасти. С марта 1926 года был начальником Псковского, Шлиссельбургского, Кронштадтского, Себежского и Джаркентского погранотрядов. С октября 1933 года служил начальником отделения 1-го отдела Управления пограничной охраны НКВД по Ленинградской области, с марта 1935 года — инспектором Главной инспекции НКВД в Москве. В декабре 1936 года зачислен слушателем Военной академии РККА им. М. В. Фрунзе. За 2 месяца до сдачи государственного экзамена приказом от 17 февраля 1939 года в связи с исключением из рядов ВКП(б) уволен в запас по ст. 43, п. «а». Приказом НКО от 30 сентября 1939 года был восстановлен в кадрах РККА и назначен начальником учебного отдела Тамбовского Краснознаменного пехотного училища, одновременно он был зачислен на 3-й курс заочного факультета Военной академии им. М. В. Фрунзе. С декабря 1940 года исполнял должность заместителем начальника училища по строевой части.

### Великая Отечественная война
В октябре 1941 года училище было переведено в САВО в городе Семипалатинск. 28 января 1942 года полковник Дударенко назначается заместителем командира 99-й отдельной Таджикской стрелковой бригады, формировавшейся в городе Ленинабад (фактически исполнял должность командира бригады). С ее расформированием в мае переведен старшим помощником инспектора пехоты этого же округа, а с июня он исполнял должность начальника отдела боевой подготовки штаба округа. В феврале 1944 года направлен в распоряжение ГУК НКО, а оттуда — на Западный фронт и с прибытием с 1 апреля допущен к исполнению должности заместителя командира 251-й стрелковой дивизии 33-й армии. С 15 апреля она вошла в подчинение 5-й армии и в составе войск Западного, затем 3-го Белорусского фронтов находилась в обороне на рубеже Букштаны — Зазыба. С 17 июля 1944 года дивизия в составе 5-й армии 3-го Белорусского фронта участвовала в Белорусской, Витебско-Оршанской и Минской наступательных операциях. Приказом ВГК от 2 июля 1944 года за бои по прорыву Витебского УРа противника южнее Витебска и овладение городом Витебск ей было присвоено почетное наименование «Витебская». С 4 июля дивизия входила в 39-ю армию и в составе войск 1-го Прибалтийского, а с 16 июля — 3-го Белорусского фронтов участвовала с ней в Вильнюсской и Каунасской наступательных операциях. За доблесть и мужество, проявленные в боях на подступах к городу Каунас (Ковно), она была награждена орденом Красного Знамени (12.08.1944). С 1 сентября дивизия входила в состав 43-й, а с 20 сентября — 4-й ударной армий 1-го Прибалтийского фронта и участвовала в Прибалтийской, Рижской и Мемельской наступательных операциях. С 19 октября 1944 года допущен к командованию 119-й стрелковой ордена Суворова дивизией. В ноябре — декабре она в составе 83-го стрелкового корпуса этой же 4-й ударной армии вела упорные бои на подступах к городу и станции Скрунда. С 19 января 1945 года ее части в составе 42-й, 10-й гвардейской и 22-й армий вела боевые действия на 2-м Прибалтийском, а с 1 апреля — Ленинградском фронтах по разгрому курляндской группировки противника в районах Озолы — Страутни и Дангас — Каспари — Залуми. В конце апреля она в составе 22-й армии была выведена в резерв Ставки ВГК и переброшена в Румынию, где и завершила свой боевой путь.

### Послевоенное время
В августе 1945 года дивизия была переведена в ОдВО в город Тирасполь и расформирована, а полковник Дударенко в октябре принял командование 59-й гвардейской стрелковой дивизией. В июле 1946 года освобожден от должности и направлен в ЦГВ начальником отдела боевой и физической подготовки 5-й гвардейской армии. С января 1947 года был заместителем начальника Управления боевой и физической подготовки ЦГВ. В период с ноября 1947 года по сентябрь 1949 года был начальником Объединенных КУОС этой группы войск. С декабря 1952 года по ноябрь 1953 года находился на учебе на ВАК при Высшей военной академии им. К. Е. Ворошилова, затем командовал 270-й стрелковой дивизией Юж.-УрВО. С мая 1955 года исполнял должность помощника командующего войсками и начальника отдела боевой подготовки этого же округа. С марта 1956 года по август 1958 года находился в заграничной командировке в должности старшего военного советника командующего общевойсковой армией Болгарской народной армии, по возвращении в СССР назначен начальником Центрального архива Министерства обороны СССР. 1 октября 1966 года гвардии генерал-майор Дударенко уволен в отставку.
М. Л. Дударенко — один из авторов книги «Освобождение городов: Справочник по освобождению городов в период Великой Отечественной войны 1941—1945» Архивная копия от 12 декабря 2018 на Wayback Machine.

## Награды
- орден Ленина (06.11.1945)[3][4]
- три ордена Красного Знамени (31.07.1944[5], 03.11.1944[6][4], 15.11.1950[4])
- орден Отечественной войны I степени (06.04.1985)[7][8]
- два ордена Красной Звезды (12.11.1943[9], 28.10.1967[10])
  - медали в том числе:
  - «XX лет Рабоче-Крестьянской Красной Армии» (1938)[5]
  - «За победу над Германией в Великой Отечественной войне 1941—1945 гг.» (13.10.1945)[11]
- Почётный сотрудник госбезопасности (29.08.1936)[12]